# Червоний хрест з триптихом
Імператорське великоднє яйце «Червоний хрест» з триптихом виготовлене ювелірною фірмою Карла Фаберже на замовлення російського імператора Миколи II у 1915 році. Було подароване імператором дружині Олександрі Федорівні.